# Surcamps
Surcamps é uma comuna francesa na região administrativa de Altos da França, no departamento de Somme. Estende-se por uma área de 2,97 km². Em 2010 a comuna tinha 66 habitantes (densidade: 22,2 hab./km²).